# Physocephala rufifrons
Physocephala rufifrons är en tvåvingeart som beskrevs av Camras 1960. Physocephala rufifrons ingår i släktet Physocephala och familjen stekelflugor. Inga underarter finns listade i Catalogue of Life.